# Santiago Segura Munguía
Santiago Segura Munguía (Santa Olalla de Bureba, 25 de julio de 1922 - 11 de febrero de 2014) fue un experto en estudios clásicos, latinista y catedrático universitario español. Su ingente obra publicada a lo largo de 62 años sirve como material de referencia para el estudio y conocimiento de la cultura clásica. Activo hasta días antes de fallecer, todavía en 2012 fue galardonado con el Premio Nacional de Edición Universitaria por Las plantas en la Biblia, obra escrita junto con Javier Torres Ripa.

## Biografía
Hijo de un agricultor emigrante en Estados Unidos, fue enviado a San Sebastián con unos parientes, adonde llegaba la ayuda económica paterna. Con once años ya ayudaba a dar clases de alfabetización a adultos, retribuido por su profesor con cómics. En 2006 señaló que fue entonces cuando se despertó su vocación por la enseñanza. Tras el fin de la Guerra Civil Española, obtuvo una beca y plaza en la Universidad Central de Madrid para cursar Filosofía y Letras, especializándose en Filología Clásica. Ya licenciado, ganó la plaza como profesor en Valdepeñas, donde permaneció hasta 1951, año en el que obtuvo por oposición la cátedra. De Valdepeñas pasó a Logroño, Jaén —donde permaneció hasta 1958— y Bilbao.
Al tiempo que daba clases, preparó el doctorado, que obtuvo en la Universidad de Madrid en 1967. Se implicó en el proyecto de creación de la Facultad de Filosofía y Letras de la Universidad de Deusto, donde accedió a la cátedra de latín en los años 1960. Permaneció en ella hasta su jubilación en 1994, para pasar luego a ser profesor emérito.
En 1952 publicó su primer libro, una traducción del volumen XXXI de Ab urbe condita, de Tito Livio. A este seguirían más de ochenta obras de la cultura clásica. Al tiempo de fallecer preparaba el Lexicón etimológico y semántico del latín y de las voces derivadas. Del su extensa obra destaca haber preparado el conjunto de manuales que sirvieron para los estudios clásicos en la formación preuniversitaria, como el Método de latín (1961) y la práctica totalidad de los libros de texto para estudiar latín editados desde 1962 por la editorial Anaya; una recopilación en once volúmenes con la solución a las pruebas de latín en  selectividad; varios diccionarios (Diccionario etimológico latino-español (1985) —con una revisión completa en 2001—, el Diccionario por raíces del latín y de las voces derivadas, el Diccionario etimológico de Medicina); Lexicogénesis (2000), Mil años de historia vasca a través de la literatura grecolatina (1997), así como la trilogía sobre botánica y jardinería, Los jardines en la Antigüedad (2005), Historia de las plantas en el mundo antiguo (2010) y Las plantas en la Biblia (junto con Javier Torres Ripa) (2011), estos últimos galardonados con el Premio Nacional de Edición Universitaria.